# روشن‌فکری

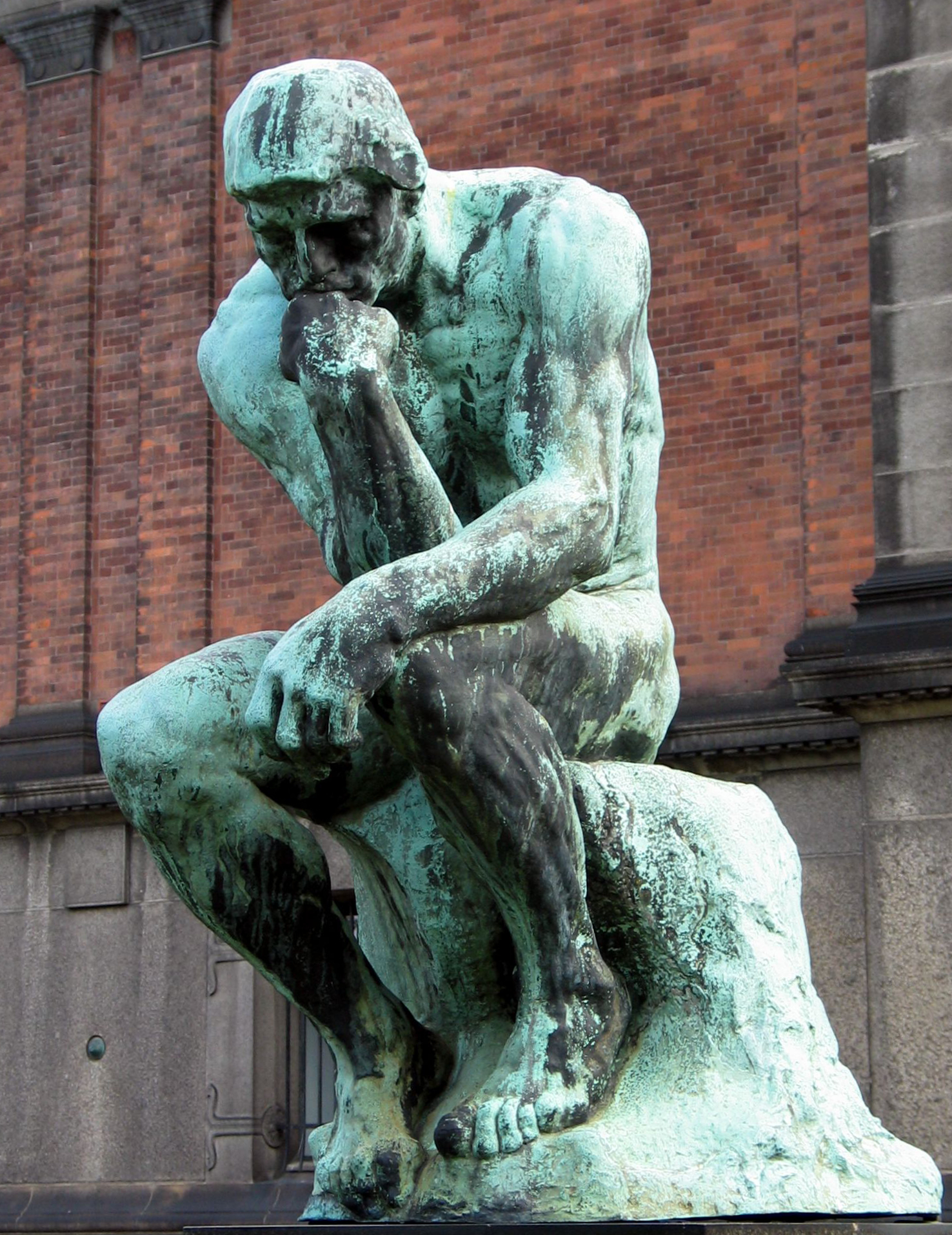
تندیس اندیشه‌گر اثر اُگوست رودَن، نماد روشن‌فکری به‌شمار می‌آید.

روشن‌فکر، اندیشنده، متفکّر، اندیشمند، اندیشه‌ور، عاقل یا انتلکتوئل (به تاجیکی: ضیایی، зиёӣ) کسی است که می‌خواهد چشم‌انداز و دریچه‌ای جدید بر روی انسان بگشاید. به عبارت دیگر، یک متفکر یا اندیشمند، کسی است که در اندیشه انتقادی، اندیشه، پژوهش و اندیشه بشری (Human self-reflection) در خصوص واقعیات جامعه درگیر است و هدفش ارائه راه کارهایی برای رفع و حل مشکلات هنجاری جامعه از طریق گفتمان در حوزه عمومی و اینکه دولت اتوریته خود را از افکار عمومی بگیرد، است.
در زبان انگلیسی برای «اندیشمند» اصطلاح man of letters و واژه Intellectual استفاده می‌گردد. انتلکتوئل اصطلاحی است که در اصل به‌معنی تفکیک دو چیز از همدیگر است؛ به همین دلیل، به‌عنوان روح انتقادگرا و ممیز شناخته می‌شود.

## تعریف
با جمع‌بندی تعریف‌های متعارض ارائه شده در رابطه با روشن‌فکری، نمی‌توان گزاره یا گزاره‌هایی جامع و مانع را برای تعریف مفهوم روشنفکری ارائه داد؛ اما، به‌طور کلی، می‌توان گفت که روشنفکری Intellectualism، به معنی مکتب تفکیک دو امر از همدیگر است. به‌همین دلیل، روشنفکری، به عنوان روح ممیز و انتقادی، شناخته می‌شود. همچنین، از روشنفکری، به فلسفه اصالت هوش و قریحه یاد می‌گردد. این فلسفه، معتقد است که علم ناشی از عقل است یا ساده‌تر اینکه علم را فقط، به‌وسیله قریحه یا هوش می‌توان به‌دست‌آورد. به‌طور کلی، اگر بخواهیم که واژه روشنفکر را تفسیر کنیم، گفته می‌شود که روشنفکران، کسانی هستند که اهل قضاوت عقلی و سنجش‌گرانه در امور هستند. به‌طور خلاصه، روشنفکری غربی، مکتبی است بر اساس سه اصل روش علمی (بیکن و دکارت)، رفاه و خوشبختی (مور) و فایده انگاری (بنتام).
به‌طور کلی با ارائه ترکیبی از تمام تعاریف متعارض در رابطه با روشنفکر می‌توان آن را چنین بیان داشت: روشنفکر از طبقه تحصیل کردگانی در جامعه‌است که با دغدغه‌های انسانی، اجتماعی، ارزشی، فرهنگی و سیاسی اقدام به موضع‌گیری در مباحث و مسائل حساس و مهم جامعه خویش و جامعه جهانی می‌کنند.
روشنفکر نسبت به مسائل جامعه خودی و جامعه جهانی و نیز نسبت به آرمان‌ها و بایسته‌ها احساس مسئولیت و تعهد می‌کند.

## پیشینه
جریان روشنفکری، در قرون وسطی (سده‌های میانی میانه) پا گرفت. دانشگاه‌های آن دوره، محل تحصیل کسانی بوده که به‌طور نسبی، از طبقهٔ حاکم فئودال، مستقل بودند.
قرون دوازدهم و سیزدهم میلادی که از سده‌های آخر قرون وسطی به‌شمار می‌روند، مهبط پیدایش و مهد پرورش روشنفکری در غرب است. بی‌تردید، روشنفکر غربی، در شهرها و جوامع مدنی غرب متولد شد و روشنفکری، از شهرها نشات یافت. تاریخ نگاران، قرن دهم و یازدهم میلادی را مبدأ شکل‌گیری کامل زندگی شهری برشمرده‌اند. با این وجود، روشنفکری، به‌طور سنتی، در قرن دوازدهم میلادی، قابل تشخیص گردید. قرن سیزدهم میلادی که در غرب از آن، به‌عنوان قرن اتحادیه‌های حرفه‌ای، علمی و دانشگاهی یاد می‌شود، سرآغاز تشکل‌های دانشگاهی و دانشجویی بود. در این قرن بود که به‌تدریج، دانشجویان با تشکیل اتحادیه‌ها و اجتماعات خویش، رفته رفته، از توان و قدرت زائد الوصفی برخوردار گردیدند. قرون پانزده و شانزده میلادی، سرآغاز رشد علوم و فنون و تحولات فکری و اجتماعی در اروپا است. در چنین شرایطی بود که توماس مور، در سال ۱۵۱۶ میلادی، در کتاب خود، بنام اتوپیا، جامعه ایده‌آلی خود را که جزیره ایست در اقیانوس، با سازمانی اجتماعی، بر پایه رفاه و خوشبختی عموم، ترسیم کرد. سال ۱۶۲۰ میلادی، با انتشار کتاب ارغنون نوین، توسط فرانسیس بیکن، فیلسوف بزرگ انگلیسی که به پدر علوم تجربی شهرت دارد و همچنین، با انتشار کتاب گفتار در روش، توسط رنه دکارت متفکر و فیلسوف شهیر فرانسوی، فلسفه جدید مبتی بر مشاهده و تجربه، رونق گرفت. بدین ترتیب، روشنفکری در غرب، یک نهضت آزاداندیشی بود، برای رهایی از حاکمیت افکار کلیسا. به بیان ساده‌تر، دانشمندان غربی، بعد از انقلاب فرانسه یا مدتی قبل از آن، به این نتیجه رسیده بودند که دانش، فکر و فهم آن‌ها از صاحبان کلیسا بیشتر است. فایده انگاری (یوتیلیتیتاریانیسم) که در آرای بنتام، به روشنی، به‌عنوان فلسفه‌ای کارآمد و مورد اقبال مطرح شد، یکی از ارکان نظم اخلاقی و سیاسی روشنفکران روزگار ما است. در یک‌صد سال گذشته، حوزه اندیشه در کشور ما، شاهد تکرار، تکرار و بازهم تکرار بوده‌است. چارچوب اندیشه‌ای نویی توسط هیچ متفکر، نواندیش، روشنفکر و دگراندیشی عرضه نشده‌است.
روشنفکری به معنی مدرن آن نخستین بار در جریان محاکمه آلفرد دریفوس مشاهده شد. این شخص یک افسر ارتشی بوده که به جرم خیانت به جزایر شیطان تبعید شده بود ولی پس از شش سال مدارکی دال بر بی گناهی وی یافت شد. در جریان محاکمه مجدد این افسر یهودی امیل زولا و ۳۰۰ تن از هنرمندان و نویسندگان آن دوره نامه‌ای با عنوان من متهم می‌کنم به رئیس‌جمهور می‌نویسند که آن نامه به نام اعلامیه روشنفکران مشهور شد. این اقدامات منجر به عقب‌نشینی دادگاه نظامی گردید و نخستین پیروزی روشنفکری به‌شمار آمد.
جریان‌های روشنفکری نخستین بار در زمان به وقوع پیوستن انقلاب فرانسه تلاش نمودند تا اندیشه‌های خود را در جامعه نشر دهند. این قشر که برآمده از جریان آزادی‌های سیاسی آن دوره بودند تلاش کردند انسان‌مداری، افکار لائیک و لیبرالیسم را در جامعه رواج دهند. روشنفکران قرن ۱۸ مانند سخنگویان بورژوازی عمل می‌کردند و سعی در توجیه روابط حاکم بر جامعه آن روز داشتند. در قرن نوزدهم گروه جدید از روشنفکران سوسیالیست قوت گرفتند و برعکس روشنفکران نسل پیش علیه بورژوازی تبلیغ می‌کردند. ضدامپریالیسم در قرن بیستم نیز تأثیرات خود را بر روشنفکران به صورت ملموس تداوم بخشید.
(البته باید در نظر داشت که روشنفکری از باب فلسفی سال‌ها پیش از کل اروپا در روم باستان زمان ارسطو و… پدیدار شد و اول در آسیا گسترش یافت سپس قرن‌ها بعد اروپائیان با آن آشنا شده‌اند)

## در کشورها

### ایران
در زمان حکومت دودمان قاجار و به ویژه در پی شکست ایران از روسیه قشر فرهیخته ایران به دنبال کشف علل عقب ماندگی ایران از کشورهای اروپایی بودند. این شکست نظامی سران قاجار را هم برای رفع عقب ماندگی تشویق کرد. یکی از کسانی که در این امر مصر بود عباس میرزا بود زیرا وی شاهد شکست خود به علت عقب ماندگی فناوری بوده‌است. وی برای اولین بار دانشجویانی جهت تحصیل به اروپا ارسال کرد تا از فناوری آن‌ها بهره‌مند شوند. اولین گروه از تحصیل‌کردگان ایرانی مانند میرزا ملکم خان و طالبوف بیشتر طرفدار حکومت بودند زیرا اولاً از داخل قشر حاکمه بودند و ثانیاً توسط دولت رشد کرده بودند. در دوران امیرکبیر شکاف بیشتری میان اصلاح گران و محافظه کاران در دربار قاجار شکل گرفت که نهایتاً به پیروزی محافظه کاران انجامید.
یکی از مهم‌ترین شخصیت‌های ایرانی مؤثر بر جریان روشن‌فکری ایرانی، میرزا فتحعلی آخوندزاده (آخوندوف) بود. او که اهل تبریز ولی مقیم گرجستان روسیه بود، با این حال کتاب‌های مهمی به فارسی نوشت که از جمله آن‌ها مکتوبات جلال الدوله است. این کتاب را می‌توان بیانیه‌ای شورانگیز ضد سنت‌های ایران عصر قاجاری دانست. رنسانسی در بازگشت به ارزش‌های ایرانی و اعتراضی بر اندیشه‌های رایج ایران در سنجش با اندیشه‌های اروپایی.
در اواخر دوران ناصرالدین شاه روزنامه‌های ممنوعه که در خارج از کشور به چاپ رسیده و در داخل ایران مخفیانه پخش می‌شد نقش مهمی در جریان روشنفکری داشتند. به ویژه سه شخصیت، میرزا آقاخان کرمانی، میرزا ملکم خان و طالبوف تبریزی ادبیات مشروطه خواهی ایران را که بر پایه رنسانس ایرانی و روشنفکری بود سامان دادند. از میان این سه آقاخان کرمانی به ویژه با کتاب جنجالی خود سه مکتوب و کتاب‌های دیگری که در نقد تاریخ ایران داشت، تلاش کرد فلسفه تاریخ ایرانی را بنیاد بگذارد. آقاخان مقیم استانبول بود و در روزنامه‌های آوانگارد آن‌زمان یعنی روزنامه قانون و روزنامه اختر قلم می‌زد. او از آثار روشنفکران و فیلسوفان مدرن فرانسوی و انگلیسی به ویژه روسو، ولتر و اسپنسر بهره گرفت. آقاخان نهایتاً به دستور مظفرالدین شاه قاجار اعدام شد و شاید بتوان او را نخستین روشنفکر اعدام شده ایران دانست. در این دوران گروه‌های روشنفکر در گروه‌ها و انجمن‌های مخفی متشکل شدند. از جمله این انجمن‌ها می‌توان به فراموشخانه متعلق به میرزا ملکم خان، لژ بیداری ایران، انجمن آدمیت و انجمن ترقی اشاره کرد. این گروه‌ها با پخش اعلامیه‌ها و انتشار روزنامه‌ها افکار خود را منتشر می‌کردند. این گروه به لزوم اصلاحات سیستم ارضی و اداری و کم شدن نقش روحانیون از جامعه و نیز محدود ساختن حاکمان در چهارچوب قانون تأکید می‌کردند.
مهم‌ترین شخصیت‌های جریان روشنفکری ایرانی پس از مشروطه سید حسن تقی‌زاده، ابراهیم پورداوود، محمد علی تربیت علامه قزوینی، تقی ارانی، ابوالحسن حکیمی، محمدعلی جمالزاده و حسین کاظم‌زاده ایرانشهر بودند که نخستین بار در مجله کاوه و برخی از آنان در مجله ایرانشهر با یکدیگر همکاری کردند. این گروه به همراه حسن پیرنیا، محمدعلی فروغی، عبدالحسین تیمورتاش، صادق هدایت، سید احمد کسروی، فرخی یزدی، ملک الشعرای بهار، ارباب کیخسرو شاهرخ، میرزاده عشقی، سید ضیاالدین طباطبایی، ایرج میرزا و عارف قزوینی چهره‌های دیگر روشنفکری آن زمان بودند که مهم‌ترین نقش را در تحولات سیاسی و اجتماعی ایران از جمله ظهور رضاشاه بر دوش داشتند.